# أنس كونينغ
أنس كونينغ (بالهولندية: Ans Koning) هي منافسة ألعاب القوى هولندية، ولدت في 27 مارس 1923 في لاهاي في هولندا، وتوفيت في 22 يوليو 2006 في كابيلا آن دن آيسل في هولندا.

## وصلات خارجية
- أنس كونينغ على موقع اللجنة الأولمبية الدولية (الإنجليزية)
- أنس كونينغ على موقع أوليمبيديا (الإنجليزية)